# メガラのエウクレイデス

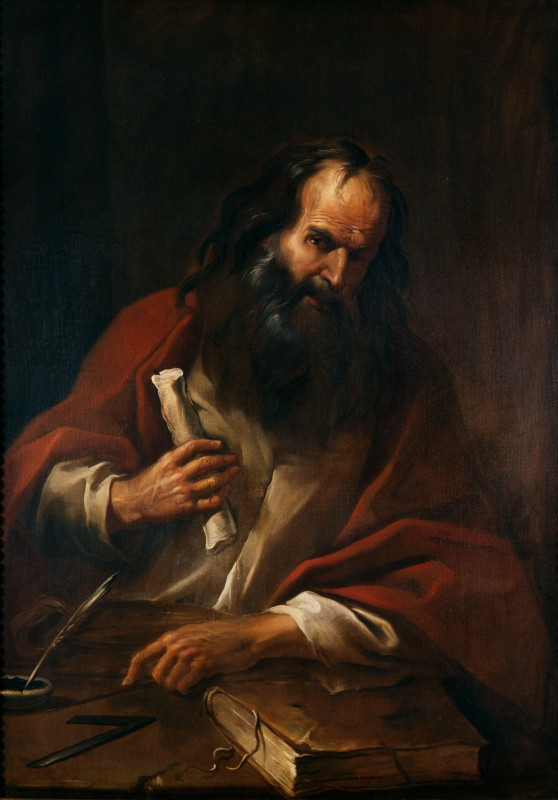
メガラのエウクレイデス

メガラのエウクレイデス（ギリシャ語：Ευκλείδης ο Μέγαρα, Eukleidēs o Megara）は紀元前400年頃のギリシャのソクラテス学派の哲学者で、メガラ学派の創設者。中世の編者・翻訳家たちはユークリッド原論で知られるアレクサンドリアのエウクレイデスとしばしば混同した。

## 生涯
エウクレイデスはメガラで生まれ、アテナイでソクラテスの弟子となった。ソクラテスの死後、メガラに戻り、亡命を望む他のソクラテスの弟子たちを自宅に保護した。エウクレイデスの著作は何一つ現存していないが、さまざまな古代の文献の中で論じられ、引用されている。プラトンの中期末の対話篇『テアイテトス』の冒頭でも、対話者として登場している。

## 哲学
エウクレイデスの哲学はエレア派とソクラテスの概念を統合したものだった。エウクレイデスはエレア派の「万物の本源」をソクラテスの「善の実相」を同一視し、それを「道理」「神」「心」「知恵」と呼んだ。それは存在の本質であり、永遠不変のものだった。エウクレイデスは「善は一つ、しかし我々はそれをいろいろな名前で呼ぶことができる。ある時は知恵、ある時は神、ある時は道理」と言い、「善と反対のものは存在しない」と宣言した。これらの教義は経験によって実証できる現実と矛盾するように見えるが、エウクレイデスは非＝存在は存在の種になることなく存在しえず（すなわち、もはや非＝存在ではない）、存在の本質は善ゆえに、善の反対のものは存在できない、と主張した。エウクレイデスの教義を継承したのが、アリストテレスの逍遙学派と並ぶ古代の重要な学派であるストア派の論理学者たちである。

## 弟子たち
エウクレイデスには3人の重要な弟子たちがいた。
- エウブリデス
- イクテュアス（英語版） - メガラ学派の2代目学頭
- コリントスのトラシュマコス（英語版） - 門下からスティルポンが出て、スティルポンの門下からストア派のゼノンが出た。